# Chiesa di San Michele Arcangelo (Ventimiglia)
La chiesa di San Michele Arcangelo è un luogo di culto cattolico situato nel comune di Ventimiglia, in piazza Colletta, in provincia di Imperia.

## Storia e descrizione

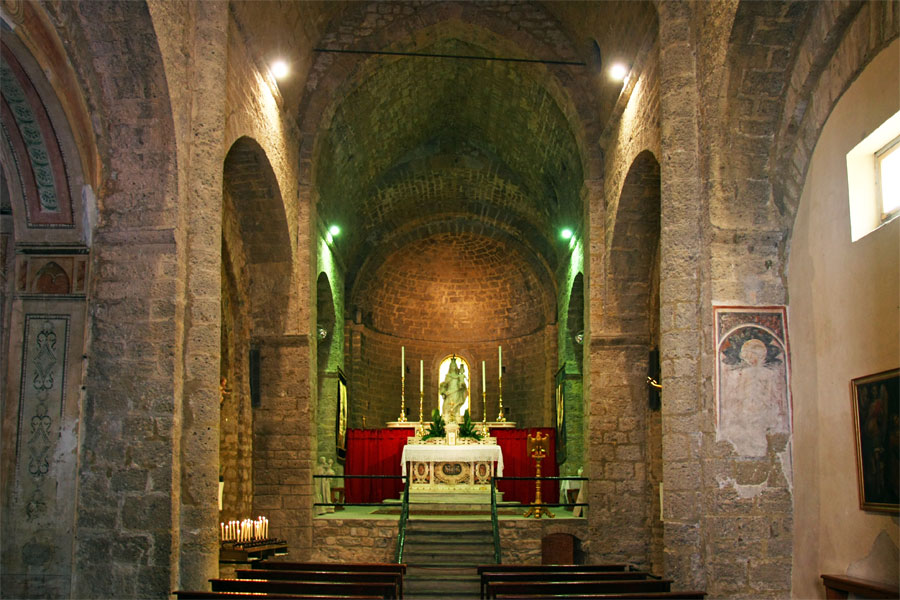
Interno della chiesa

La chiesa fu costruita nel X secolo dai Conti di Ventimiglia ad uso cappella gentilizia ed in seguito affidata come priorato monastico ai monaci benedettini dell'abbazia di Lerino.
La struttura fu rivista in stile romanico nell'XI secolo e ancora nel XII secolo, quando vennero ricostruiti l'abside, la navata centrale e il campanile.
Inizialmente a tre navate, le due laterali crollarono in seguito a un terremoto nel 1628.
Al suo interno conserva tre pietre miliari provenienti dall'antica via Julia Augusta, due delle quali sono usate come acquasantiere e la terza a sostegno della volta della cripta.